# Neoxenophthalmus garthii
Neoxenophthalmus garthii is een krabbensoort uit de familie van de Xenophthalmidae. De wetenschappelijke naam van de soort is voor het eerst geldig gepubliceerd in 1969 door Sankarankutty.